# یعقوب بازار
یعقوب بازار یا دلوش بازار، روستایی در دهستان باهوکلات بخش باهوکلات شهرستان دشتیاری در استان سیستان و بلوچستان ایران است.

## جمعیت
بر پایه سرشماری عمومی نفوس و مسکن در سال ۱۳۹۵، جمعیت این روستا برابر با ۳۰۴ نفر (۸۲ خانوار) بوده‌است.